# Rafael Marañón
Rafael Pérez González Marañón (Olite, 23 luglio 1948) è un ex calciatore spagnolo, di ruolo attaccante.

## Palmarès

### Club

#### Competizioni nazionali
- Campionato spagnolo: 1

Real Madrid: 1971-1972
- Coppa di Spagna: 1

Real Madrid: 1973-1974